# 12 Heures de Bathurst 2024
Navigation
Édition précédente Édition suivante
Les 12 Heures de Bathurst 2024 (2024 Repco Bathurst 12 Hour), disputées du 16 février 2024 au 18 février 2024 sur le Mount Panorama Circuit, sont la vingt-quatrième édition de cette épreuve. La course faisait partie de l'Intercontinental GT Challenge 2024.

## Course

### Classement de la course
Les voitures ne parcourant pas 70 % de la distance du gagnant sont non classées (NC).
| Pos   | Classe | no  | Écurie                                       | Pilotes                                                                | Châssis                                 | Tours | Temps                   |
| ----- | ------ | --- | -------------------------------------------- | ---------------------------------------------------------------------- | --------------------------------------- | ----- | ----------------------- |
| Pos   | Classe | no  | Écurie                                       | Pilotes                                                                | Moteur                                  | Tours | Temps                   |
| 1     | P      | 912 | Manthey Racing / EMA Motorsport              | Matthew Campbell Ayhancan Güven Laurens Vanthoor                       | Porsche 911 GT3 R                       | 275   | 12 h 01 min s 22        |
| 1     | P      | 912 | Manthey Racing / EMA Motorsport              | Matthew Campbell Ayhancan Güven Laurens Vanthoor                       | Porsche M97/80 4,2 L Flat Six Atmo      | 275   | 12 h 01 min s 22        |
| 2     | P      | 75  | SunEnergy1 Racing                            | Jules Gounon Kenny Habul Luca Stolz (en)                               | Mercedes-AMG GT3 Evo                    | 275   | + 2 s 6336              |
| 2     | P      | 75  | SunEnergy1 Racing                            | Jules Gounon Kenny Habul Luca Stolz (en)                               | Mercedes-Benz M159 6,2 l V8 Atmo        | 275   | + 2 s 6336              |
| 3     | P      | 22  | Melbourne Performance Centre                 | Christopher Haase Liam Talbot (de) Kelvin van der Linde                | Audi R8 LMS Evo II                      | 275   | + 3 s 7791              |
| 3     | P      | 22  | Melbourne Performance Centre                 | Christopher Haase Liam Talbot (de) Kelvin van der Linde                | Audi DAR 5,2 L V10 Atmo                 | 275   | + 3 s 7791              |
| 4     | P      | 13  | Phantom Global Racing / Team75               | Bastian Buus (en) Joel Eriksson Jaxon Evans                            | Porsche 911 GT3 R                       | 275   | + 5 s 4038              |
| 4     | P      | 13  | Phantom Global Racing / Team75               | Bastian Buus (en) Joel Eriksson Jaxon Evans                            | Porsche M97/80 4,2 L Flat Six Atmo      | 275   | + 5 s 4038              |
| 5     | P      | 46  | Team WRT                                     | Raffaele Marciello Maxime Martin Valentino Rossi                       | BMW M4 GT3                              | 275   | + 5 s 8695              |
| 5     | P      | 46  | Team WRT                                     | Raffaele Marciello Maxime Martin Valentino Rossi                       | BMW S58B30T0 3,0 L i6 M TwinPower Turbo | 275   | + 5 s 8695              |
| 6     | P      | 888 | Triple Eight Race Engineering (en)           | Will Brown (en) Broc Feeney (en) Mikaël Grenier                        | Mercedes-AMG GT3 Evo                    | 275   | + 7 s 3295              |
| 6     | P      | 888 | Triple Eight Race Engineering (en)           | Will Brown (en) Broc Feeney (en) Mikaël Grenier                        | Mercedes-Benz M159 6,2 l V8 Atmo        | 275   | + 7 s 3295              |
| 7     | P      | 222 | Scott Taylor Motorsport                      | Craig Lowndes Thomas Randle Cameron Waters                             | Mercedes-AMG GT3 Evo                    | 275   | + 16 s 1615             |
| 7     | P      | 222 | Scott Taylor Motorsport                      | Craig Lowndes Thomas Randle Cameron Waters                             | Mercedes-Benz M159 6,2 l V8 Atmo        | 275   | + 16 s 1615             |
| 8     | P      | 130 | GruppeM Racing                               | Maro Engel Felipe Fraga David Reynolds (en)                            | Mercedes-AMG GT3 Evo                    | 275   | + 30 s 6198             |
| 8     | P      | 130 | GruppeM Racing                               | Maro Engel Felipe Fraga David Reynolds (en)                            | Mercedes-Benz M159 6,2 l V8 Atmo        | 275   | + 30 s 6198             |
| 9     | PA     | 911 | Manthey Racing / EMA Motorsport              | Harry King (en) Alessio Picariello Yasser Shahin (en)                  | Porsche 911 GT3 R                       | 274   | + 1 tour                |
| 9     | PA     | 911 | Manthey Racing / EMA Motorsport              | Harry King (en) Alessio Picariello Yasser Shahin (en)                  | Porsche 4,2 L Flat Six Atmo             | 274   | + 1 tour                |
| 10    | PA     | 27  | Heart of Racing / SPS Automotive Performance | Ian James Ross Gunn (en) Alex Riberas                                  | Mercedes-AMG GT3 Evo                    | 274   | + 1 tour                |
| 10    | PA     | 27  | Heart of Racing / SPS Automotive Performance | Ian James Ross Gunn (en) Alex Riberas                                  | Mercedes-Benz M159 6,2 l V8 Atmo        | 274   | + 1 tour                |
| 11    | PA     | 88  | Triple Eight Race Engineering (en)           | Prince Jeffri Ibrahim (en) Jordan Love (en) Jamie Whincup              | Mercedes-AMG GT3 Evo                    | 274   | + 1 tour                |
| 11    | PA     | 88  | Triple Eight Race Engineering (en)           | Prince Jeffri Ibrahim (en) Jordan Love (en) Jamie Whincup              | Mercedes-Benz M159 6,2 l V8 Atmo        | 274   | + 1 tour                |
| 12    | S      | 93  | Wall Racing                                  | Tony D'Alberto (en) Adrian Deitz Grant Denyer (en) David Wall (en)     | Lamborghini Huracán GT3 Evo 2           | 273   | + 2 tours               |
| 12    | S      | 93  | Wall Racing                                  | Tony D'Alberto (en) Adrian Deitz Grant Denyer (en) David Wall (en)     | Lamborghini DGF 5,2 L V10 Atmo          | 273   | + 2 tours               |
| 13    | PA     | 9   | Melbourne Performance Centre                 | Marc Cini Dean Fiore (en) Lee Holdsworth (en)                          | Audi R8 LMS Evo II                      | 270   | + 5 tours               |
| 13    | PA     | 9   | Melbourne Performance Centre                 | Marc Cini Dean Fiore (en) Lee Holdsworth (en)                          | Audi DAR 5,2 L V10 Atmo                 | 270   | + 5 tours               |
| 14    | S      | 44  | Valmont Racing / Tigani Motorsport           | Sergio Pires Brad Shiels Luke Youlden (en) Marcel Zalloua              | Audi R8 LMS Evo II                      | 270   | + 5 tours               |
| 14    | S      | 44  | Valmont Racing / Tigani Motorsport           | Sergio Pires Brad Shiels Luke Youlden (en) Marcel Zalloua              | Audi DAR 5,2 L V10 Atmo                 | 270   | + 5 tours               |
| 15    | S      | 47  | Tigani Motorsport                            | James Koundouris Theo Koundouris David Russell (en) Jonathon Webb (en) | Mercedes-AMG GT3 Evo                    | 268   | + 7 tours               |
| 15    | S      | 47  | Tigani Motorsport                            | James Koundouris Theo Koundouris David Russell (en) Jonathon Webb (en) | Mercedes-Benz M159 6,2 l V8 Atmo        | 268   | + 7 tours               |
| 16    | PA     | 48  | M Motorsport / Erebus Motorsport (en)        | Jack Le Brocq (en) Justin McMillan Garth Walden (en) Glen Wood         | Mercedes-AMG GT3 Evo                    | 259   | + 16 tours              |
| 16    | PA     | 48  | M Motorsport / Erebus Motorsport (en)        | Jack Le Brocq (en) Justin McMillan Garth Walden (en) Glen Wood         | Mercedes-Benz M159 6,2 l V8 Atmo        | 259   | + 16 tours              |
| 17    | GT4    | 19  | Nineteen Corporation                         | Daniel Bilski Adam Christodoulou Mark Griffith                         | Mercedes-AMG GT4                        | 253   | + 22 tours              |
| 17    | GT4    | 19  | Nineteen Corporation                         | Daniel Bilski Adam Christodoulou Mark Griffith                         | Mercedes-Benz M178 4,0 l V8 Bi-Turbo    | 253   | + 22 tours              |
| 18    | GT4    | 230 | Method Motorsport                            | Tom Hayman Tom McLennan Elliot Schutte                                 | McLaren Artura GT4                      | 252   | + 23 tours              |
| 18    | GT4    | 230 | Method Motorsport                            | Tom Hayman Tom McLennan Elliot Schutte                                 | McLaren M630 3,0 l V6 Twin-Turbo        | 252   | + 23 tours              |
| 19    | I      | 20  | T2 Racing                                    | Adam Hargraves Daniel Jilesen Cedric Sbirrazzuoli                      | MARC IRC GT                             | 245   | + 30 tours              |
| 19    | I      | 20  | T2 Racing                                    | Adam Hargraves Daniel Jilesen Cedric Sbirrazzuoli                      | GM LS3 6,2 L V8 Atmo                    | 245   | + 30 tours              |
| 20    | I      | 702 | TekworkX Motorsport                          | Geoff Emery (en) Daniel Stutterd Paul Tracy Max Twigg                  | MARC IRC GT                             | 233   | + 42 tours              |
| 20    | I      | 702 | TekworkX Motorsport                          | Geoff Emery (en) Daniel Stutterd Paul Tracy Max Twigg                  | GM LS3 6,2 L V8 Atmo                    | 233   | + 42 tours              |
| 21    | I      | 10  | Matt Stone Racing (en)                       | Cameron Hill (en) John Holinger Nick Percat (en)                       | MARC IRC GT                             | 222   | + 53 tours              |
| 21    | I      | 10  | Matt Stone Racing (en)                       | Cameron Hill (en) John Holinger Nick Percat (en)                       | GM LS3 6,2 L V8 Atmo                    | 222   | + 53 tours              |
| 22    | GT4    | 25  | Method Motorsport                            | Jesse Bryan Marcos Flack (en) Chaz Mostert (en)                        | McLaren Artura GT4                      | 217   | + 58 tours              |
| 22    | GT4    | 25  | Method Motorsport                            | Jesse Bryan Marcos Flack (en) Chaz Mostert (en)                        | McLaren M630 3,0 l V6 Twin-Turbo        | 217   | + 58 tours              |
| 23    | I      | 701 | Vortex SAS (en)                              | Lionel Amrouche Julien Boilot Philippe Bonnel                          | Vortex 1.0                              | 212   | + 63 tours              |
| 23    | I      | 701 | Vortex SAS (en)                              | Lionel Amrouche Julien Boilot Philippe Bonnel                          | Chevrolet LS3 6,2 L V8 Atmo             | 212   | + 63 tours              |
| Abd.  | P      | 77  | Craft-Bamboo Racing (en)                     | Maximilian Götz Daniel Juncadella Jayden Ojeda (en)                    | Mercedes-AMG GT3 Evo                    | 223   | Suspension              |
| Abd.  | P      | 77  | Craft-Bamboo Racing (en)                     | Maximilian Götz Daniel Juncadella Jayden Ojeda (en)                    | Mercedes-Benz M159 6,2 l V8 Atmo        | 223   | Suspension              |
| Abd.  | P      | 2   | Melbourne Performance Centre                 | Ricardo Feller (en) Brad Schumacher Markus Winkelhock                  | Audi R8 LMS Evo II                      | 216   | Toe-link                |
| Abd.  | P      | 2   | Melbourne Performance Centre                 | Ricardo Feller (en) Brad Schumacher Markus Winkelhock                  | Audi DAR 5,2 L V10 Atmo                 | 216   | Toe-link                |
| Abd.  | I      | 111 | MRA Motorsport                               | Darren Currie Axle Donaldson Rylan Gray                                | MARC II V8                              | 198   | Moteur                  |
| Abd.  | I      | 111 | MRA Motorsport                               | Darren Currie Axle Donaldson Rylan Gray                                | Ford Modular 5,2 L V8 Atmo              | 198   | Moteur                  |
| Abd.  | P      | 32  | Team WRT                                     | Sheldon van der Linde Dries Vanthoor Charles Weerts (en)               | BMW M4 GT3                              | 120   | Crash                   |
| Abd.  | P      | 32  | Team WRT                                     | Sheldon van der Linde Dries Vanthoor Charles Weerts (en)               | BMW S58B30T0 3,0 L i6 M TwinPower Turbo | 120   | Crash                   |
| Abd.  | I      | 91  | Wheels FX Racing                             | Keith Kassulke Cameron McLeod Hadrian Morrall Tim Slade (en)           | MARC II V8                              | 85    | Crash                   |
| Abd.  | I      | 91  | Wheels FX Racing                             | Keith Kassulke Cameron McLeod Hadrian Morrall Tim Slade (en)           | Ford Modular 5,2 L V8 Atmo              | 85    | Crash                   |
| Abd.  | GT4    | 56  | Nineteen Corporation                         | Paul Buccini Oliver Hizzey Colin White (en) Aaron Zerefos              | Ginetta G56 GT4                         | 83    | Suspension              |
| Abd.  | GT4    | 56  | Nineteen Corporation                         | Paul Buccini Oliver Hizzey Colin White (en) Aaron Zerefos              | GM LS3 6,2 L V8 Atmo                    | 83    | Suspension              |
| Forf. | I      | 50  | Vantage Racing                               | David Crampton Trent Harrison Laura Kraihamer (de)                     | KTM X-Bow GT2                           | 0     | Crash lors des essais 6 |
| Forf. | I      | 50  | Vantage Racing                               | David Crampton Trent Harrison Laura Kraihamer (de)                     | Audi 2,5 L TFSI i5                      | 0     | Crash lors des essais 6 |

## Pole position et record du tour
- Pole position :
- Meilleur tour en course :

## À noter
- Longueur du circuit :
- Distance parcourue par les vainqueurs :